# Простори (журнал)
«ПроStory» — літературний проєкт групи українських авторів і перекладачів, у різних формах існує з 2008 року.

## Історія
З 2009 року в рамках проєкту виходила літературно-художня газета, в червні 2011 р. видання оголосило про перехід на журнальний формат і щоквартальні друковані випуски.
Окрім того в рамках проєкту працює онлайн-журнал «ПРОSTORY», проводяться семінари з художнього перекладу, дискусії на культурні та суспільно-політичні теми.
«ПРОSTORY» задумувався не лише як простір художньої рефлексії, але і як платформа для соціально-критичного аналізу українського культурного контексту і, ширше, українського сучасного суспільства в цілому. Проєкт виділяє формування та підтримку незалежної критичної думки як одну з головних цілей свого існування.
2013 року журнал ініціював створення творчої спілки перекладачів і письменників.
На сторінках газети і онлайн-журналу публікуються есеїстика, художня література і критика, документальна проза, велика увага приділялася обговореню проблем художнього перекладу. Крім того, на сторінках з’являються чимало перекладів німецькомовних авторів Вперше тут були опубліковані переклади українською мовою Герти Мюллер, Моніки Рінк, Каті Ланґе-Мюллер, Алена Бадью.
Організатори проєкту «ПРОSTORY»: Євгенія Бєлорусець, Катерина Міщенко, Наталія Чермалих, Ганна Лацанич, Клаудія Дате, Василь Лозинський, Неля Ваховська, Андрій Рєпа.
З 2016 року видання було радикально реформоване й змінився склад редакції.